# Joanna Baillie

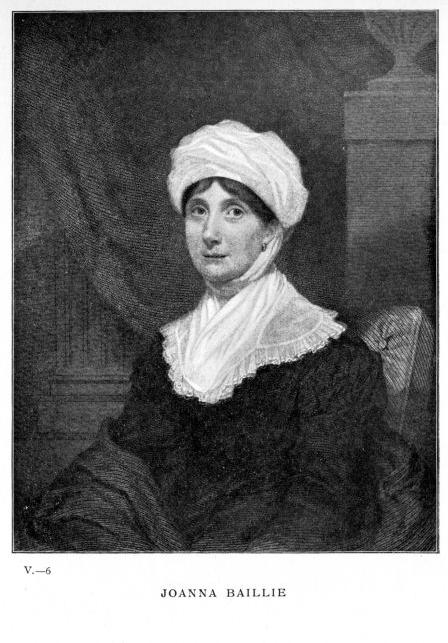
Joanna Baillie

Joanna Baillie (* 11. September 1762 in Bothwell bei Glasgow; † 23. Februar 1851 in Hampstead) war eine britische Dichterin der Romantik. 

## Leben
Sie war zu Lebzeiten vor allem aufgrund ihrer Dramen bekannt, die insbesondere als Lesedramen erfolgreich waren, da sie sich zur Aufführung aufgrund ihrer Dialoglastigkeit nicht gut eignen. Baillie schrieb darüber hinaus auch Gedichte, die heute ebenso große Beachtung finden wie ihre Dramen. 
Ihre erste eigenständige Veröffentlichung war der Gedichtband Poems: Wherein it is Attempted to Describe Certain Views of Nature and of Rustic Manners (1790). Obwohl der anonym publizierte Gedichtband von der Kritik positiv bewertet wurde, verkaufte er sich nicht gut, weshalb Baillie die meisten Gedichte noch einmal in ihren späten Gedichtband Fugitive Verses (1840) aufnahm. 
Der Band A Series of Plays, in Which It Is Attempted to Delineate the Stronger Passions of the Mind (London 1798) war mehr eine Reihenfolge psychologischer und moralisierender Dialoge als wirklicher Dramen; doch fanden die Stücke solchen Beifall, dass das Werk 1802 und 1812 durch einen 2. und 3. Band fortgesetzt wurde. Im ersten Band enthalten ist eine programmatische Einleitung, der „Introductory Discourse“, in dem Baillie ihr Dichtungskonzept ausführt.
Daneben erschienen: „Miscellaneous Plays“ (London 1804) und später „Dramas“ (1836, 3 Bde.). 
Die Tragödie „The Family Legend“ (1810) spielt in den schottischen Highlands und wurde von Sir Walter Scott gelobt, mit dem die Dichterin seit 1806 befreundet war. 
Die Metrical Legends of Exalted Characters (1821) enthalten drei längere narrative Gedichte, die die Lebensgeschichten von William Wallace, Christoph Columbus und Lady Griseld Baillie erzählen, sowie vier kürzere Gedichte.
Den größten Teil ihres späteren Lebens verbrachte Baillie in Zurückgezogenheit in Hampstead bei London und engagierte sich in der Armenpflege, was ihr den Namen „Lady Bountiful“ eintrug. 
Sie starb kurz nach dem Erscheinen ihrer Werkausgabe The Dramatic and Poetical Works (London 1851).

## Schriften
- The Dramatic and Poetical Works (1851). Nachdruck [Faksimileausgabe]: Hildesheim/New York: Georg Olms 1976.
- The Selected Poems of Joanna Baillie 1762–1851. Hrsg. v. Jennifer Breen. Manchester: Manchester University Press 1999.